# Dandanijja
Dandanijja (arab. دندنية) – wieś w Syrii, w muhafazie Aleppo. W 2004 roku liczyła 683 mieszkańców.